# Anorhidie
Anorhidia (numită și anorhie sau anorhism) este o tulburare a dezvoltării sexuale în care o persoană cu cariotip XY, care corespunde sexului masculin, se naște fără testicule. În câteva săptămâni de la fertilizare, embrionul dezvoltă gonade rudimentare (testicule), care produc hormoni responsabili de dezvoltarea sistemului reproducător. Dacă testiculele nu se dezvoltă în decurs de opt săptămâni, copilul va dezvolta organe genitale feminine (sindromul Swyer). Dacă testiculele încep să se dezvolte, dar regresează sau încetează să funcționeze între 8 și 10 săptămâni, copilul va avea organe genitale ambigue atunci când se va naște. Cu toate acestea, dacă testiculele se regresează după 14 săptămâni, copilul va avea organe genitale masculine parțiale cu absența notabilă a gonadelor.
Testele includ lipsa observabilă a testiculelor, niveluri scăzute de testosteron (niveluri tipice feminine), niveluri crescute de hormon foliculostimulant și hormon luteinizant, cariotip XY, ecografie sau imagistică prin rezonanță magnetică care arată absența țesutului gonadal, densitate osoasă scăzută, niveluri scăzute de hormon anti-Müllerian și explorarea chirurgicală pentru evidențierea țesutului gonadal masculin.

## Tratament
Tratamentul include suplimentarea cu hormoni androgeni (testosteron) pentru a iniția artificial pubertatea, implantarea protetică testiculară și sprijin psihologic. Disforia de gen poate duce la indivizi anorhici care sunt desemnați masculin la naștere și crescuți ca bărbați, în ciuda lipsei hormonilor de masculinizare necesari în timpul dezvoltării prenatale, copilăriei și adolescenței. Persoanelor anorhice care au o identitate feminină li se poate administra numai estrogen în loc de testosteron, deoarece nu sunt necesari blocanți de androgeni din cauza lipsei gonadelor. 

## Terminologie
Alte nume pentru anorhidie includ:
- anorhidie congenitală
- sindromul testiculelor care dispar
- testiculele care dispar
- scrot gol
- sindromul de regresie testiculară (TRS)